# 장기 침체
경제학에서 장기 침체(영어: Secular stagnation)는 시장 기반 경제에서 경제 성장이 거의 또는 전혀 없는 상태를 말한다. 이 맥락에서 '장기'라는 용어는 장기간(라틴어 "saeculum"—세기 또는 평생)을 의미하며, 순환적이거나 단기적인 것과 대조적으로 사용된다. 이는 본연의 시간에만 나타날 근본적인 역학의 변화를 시사한다. 이 개념은 원래 앨빈 한센이 1938년에 처음 제시했다. 디 이코노미스트에 따르면, 이는 "1930년대 초 대공황 이후 미국 경제의 운명으로 그가 우려했던 것을 묘사하기 위해 사용되었다. 즉, 프론티어의 폐쇄와 이민의 붕괴로 투자 기회가 위축되면서 경제 발전이 정체되는 것"을 의미한다. 대공황 이후 모든 심각한 경기후퇴 후에 임박한 장기 침체에 대한 경고가 발표되었지만, 이 가설은 여전히 논란의 여지가 있다.

## 정의

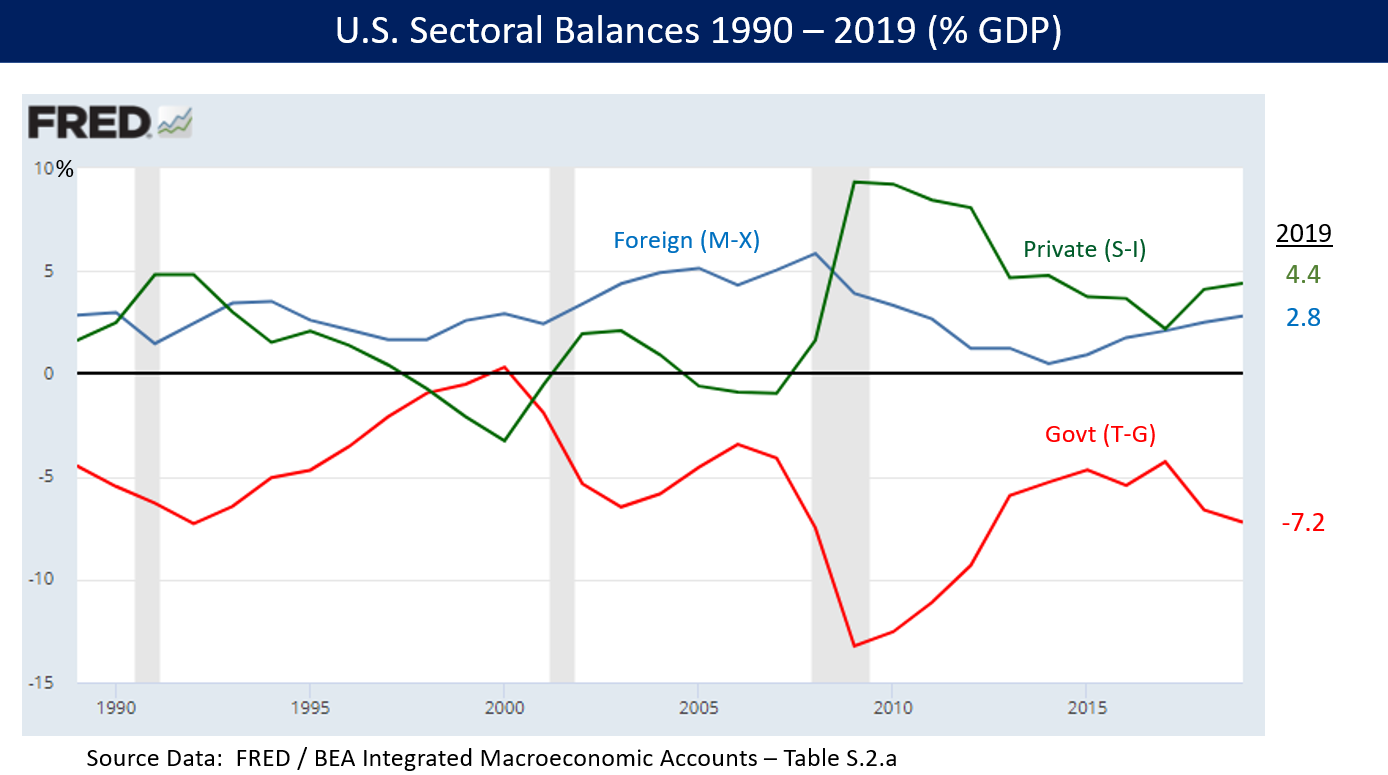
1990년부터 2017년까지 미국 경제의 부문별 수지. 정의상 세 가지 수지는 순제로가 되어야 한다. 녹색 선은 저축이 투자를 초과하는 민간 부문 흑자를 나타낸다. 2008년 이후, 해외 부문 흑자와 민간 부문 흑자는 정부 예산 적자로 상쇄되었다.

장기 침체라는 용어는 만성적인(장기적인) 수요 부족을 겪는 시장 경제를 의미한다. 역사적으로 낮은 실업률과 높은 GDP 성장을 보이는 호황 경제(즉, 잠재 생산량 이상으로 운영되는 경제)는 임금과 제품의 인플레이션을 유발했다. 그러나 장기 침체에 직면한 경제는 경제가 호황을 누리는 것처럼 보이더라도 잠재 생산량 이하로 운영되는 것처럼 행동하며 인플레이션이 나타나지 않는다. 건전한 경제에서는 가계 저축이 기업 투자를 초과하면 금리가 하락한다. 낮은 금리는 지출과 투자를 자극하여 저축과 투자의 균형을 이룬다. 그러나 장기 침체에 직면한 경제는 저축과 투자의 균형을 맞추기 위해 0% 이하의 금리가 필요할 수도 있다. 투자를 초과하는 저축은 금융 자산이나 부동산의 가격 상승을 유발할 수 있다. 예를 들어, 미국은 대침체를 앞두고 몇 년 동안 낮은 실업률과 낮은 인플레이션을 보였지만, 대규모 주택 거품이 발생했다.
장기 침체 아이디어는 대공황으로 거슬러 올라가는데, 당시 일부 경제학자들은 미국이 영구적으로 저성장 시대로 접어들었다고 우려했다. 디 이코노미스트는 2018년에 많은 요인이 저축을 늘리거나 투자를 줄임으로써 장기 침체에 기여할 수 있다고 설명했다. 가계가 부채를 갚는 것(즉, 디레버리징)은 저축을 늘리고 지출을 줄인다. 기업은 수요 부족에 반응하여 투자를 줄인다. 이는 대침체 이후 2009-2012년 동안 미국의 GDP 성장이 느렸던 주요 요인이었다. 또 다른 원인은 소득 불평등으로, 이는 더 많은 돈을 부유층에게 이동시켜 그들이 돈을 쓰기보다는 축적하게 하여 저축을 늘리고 금융 자산 가격을 올리며 유동성 함정을 유발한다. 고령화 인구(1인당 지출 감소)와 생산성 둔화 또한 저축을 늘릴 수 있다. 중앙은행은 어려운 딜레마에 직면한다. 경제가 순환적 호황기에 있다고 가정하고 인플레이션을 막기 위해 금리를 인상해야 하는가(예: 긴축 통화 정책 시행) 아니면 경제가 (일시적으로 호황을 누리더라도) 장기 침체에 있다고 가정하고 더 자극적인 접근 방식을 취해야 하는가?

## 1980년대
정체와 오늘날 금융화라고 불리는 것에 대한 분석은 독립 사회주의 저널인 먼슬리 리뷰의 공동 편집자인 해리 맥도프와 폴 스위지에 의해 1980년대에 제공되었다. 맥도프는 루스벨트의 뉴딜 행정부에서 헨리 A. 월리스 부통령의 전 경제 고문이었고, 스위지는 전 하버드 경제학 교수였다. 그들의 1987년 저서 '정체와 금융 폭발(Stagnation and the Financial Explosion)'에서 그들은 케인즈, 한센, 미하우 칼레츠키, 마르크스를 바탕으로 광범위한 실증 데이터를 동원하여 통상적인 사고방식과는 달리, 정체 또는 저성장이 성숙한 독점(또는 과점) 경제의 정상적인 상태였고, 빠른 성장은 예외였다고 주장했다.
사적 축적은 낮은 성장과 높은 수준의 초과 생산 능력 및 실업/불완전 고용 경향이 강했지만, 이는 국가 지출(군사 및 민간), 획기적인 기술 혁신(예: 확장기 자동차), 금융 성과 같은 외생적 요인에 의해 부분적으로 상쇄될 수 있었다. 1980년대와 1990년대에 맥도프와 스위지는 장기간의 금융 폭발이 경제를 끌어올리고 있었지만, 이는 결국 시스템의 모순을 심화시키고, 점점 더 큰 투기 거품을 만들어내며, 결국 노골적인 정체의 재개로 이어질 것이라고 주장했다.

## 2008~2009년
경제학자들은 2007-2008년 서브프라임 모기지 사태 전후로 선진국의 낮은 경제 성장률이 장기 침체 때문인지 의문을 제기했다. 폴 크루그먼은 2013년 9월에 "적절한 총 수요를 유지하는 문제가 매우 지속될 것이라고 믿을만한 근거가 있다. 우리는 2차 세계 대전 이후 많은 경제학자들이 두려워했던 '장기 침체'와 같은 것에 직면할 수 있다"고 썼다. 크루그먼은 재정 정책 부양책과 더 높은 인플레이션(완전 고용을 달성하는 데 필요한 마이너스 실질 이자율을 달성하기 위해)이 잠재적인 해결책이 될 수 있다고 썼다.
래리 서머스는 2013년 11월에 장기(장기적인) 침체가 미국 성장이 완전 고용을 달성하기에 불충분한 이유일 수 있다는 견해를 밝혔다. "그렇다면 완전 고용과 일치하는 단기 실질 이자율[즉, '자연 금리']이 마이너스 2% 또는 마이너스 3%로 떨어졌다고 가정해보자. 인위적인 수요 자극이 있더라도 초과 수요는 발생하지 않을 것이다. 정상적인 신용 조건이 재개되더라도 완전 고용으로 돌아가는 데는 많은 어려움이 있을 것이다."
로버트 J. 고든은 2012년 8월에 "혁신이 2007년 이전 20년간의 속도로 미래에도 계속된다 하더라도, 미국은 1860년에서 2007년 사이 경험했던 연간 1.9% 성장률의 절반 이하로 장기 성장을 끌어내리는 여섯 가지 역풍에 직면해 있다. 여기에는 인구 통계, 교육, 불평등, 세계화, 에너지/환경, 그리고 소비자 및 정부 부채의 오버행이 포함된다. 도발적인 '뺄셈 연습'은 소득 분포 하위 99%의 1인당 소비 증가가 수십 년 동안 연 0.5% 미만으로 떨어질 수 있음을 시사한다."

## 2009년 이후

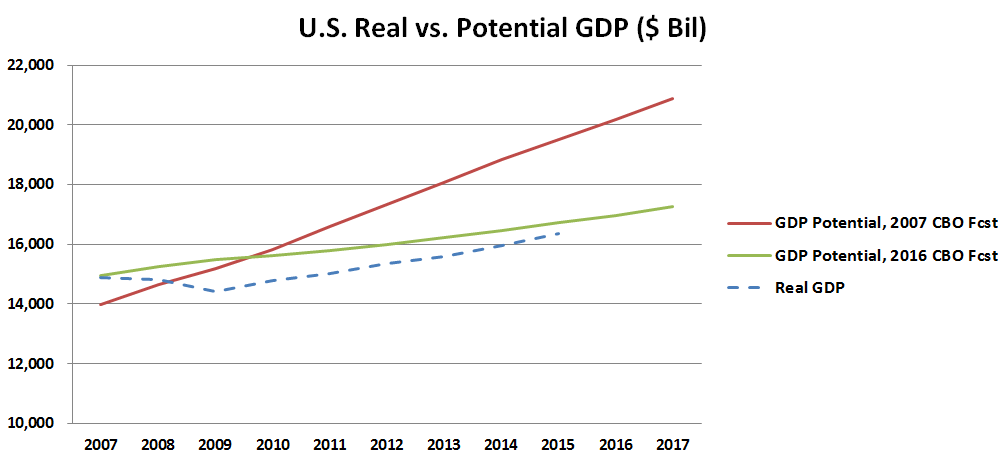
이 차트는 2007년과 2016년의 두 CBO 예측에 따른 미국의 잠재 GDP와 실제 GDP를 비교한다. 이는 래리 서머스 경제학자의 2014년 유사한 다이어그램을 기반으로 한다.

장기 침체는 2009년 한스-베르너 진이 인플레이션 위협을 일축하는 기사에서 다시 언급되었고, 2013년 래리 서머스가 IMF 연설에서 이 용어와 개념을 언급하면서 다시 인기를 얻었다.
하지만 디 이코노미스트는 장기 침체를 "모호한 개념이며, 자체적으로 너무 광범위하다"고 비판한다. 모든 심각한 경기후퇴 후에 임박한 장기 침체에 대한 경고가 있었지만, 기존 기술의 잠재력을 과소평가했기 때문에 틀린 것으로 판명되었다.
폴 크루그먼은 2014년 글에서 장기 침체가 "경제의 근본적인 변화, 예를 들어 노동 연령 인구의 성장 둔화가 유럽과 미국의 지난 5년, 일본의 지난 20년과 같은 사건들이 자주 발생할 가능성이 있다는 주장"을 의미한다고 명확히 했다. 즉, 우리는 "거의 제로 금리에서도 극복할 수 없는 지속적인 수요 부족에 자주 직면하게 될 것"이라는 것이다. 그 핵심은 "사람들이 지출할 동기가 줄어들 때 소비자 수요를 구축하는 문제"이다.
한 가지 이론은 인터넷과 컴퓨터 기술 발전으로 인한 새로운 경제의 성장 부양 효과가 과거의 위대한 발명품들이 가져온 부양 효과에 미치지 못한다는 것이다. 그러한 위대한 발명품의 예로는 포드주의의 조립 라인 생산 방식이 있다. 이 주장의 일반적인 형태는 로버트 J. 고든의 논문에서 다루어졌다. 또한 오웬 C. 파엡케와 타일러 코웬도 이에 대해 썼다.
장기 침체는 또한 디지털 경제의 부상과도 관련이 있다. 예를 들어 칼 베네딕트 프레이는 디지털 기술이 다른 혁명적인 기술에 비해 자본 흡수력이 훨씬 낮아 새로운 투자 수요를 거의 창출하지 못한다고 주장했다.
또 다른 이론은 대침체로 인한 피해가 너무 오래 지속되고 영구적이어서 많은 노동자들이 다시는 일자리를 얻지 못할 것이고, 따라서 회복이 불가능하다는 것이다.
세 번째는 "기업의 투자 및 소비에 대한 지속적이고 불안정한 주저함"이 있다는 것인데, 이는 아마도 최근의 이익 대부분이 상위 계층에게 돌아갔고, 그들은 보통의 근로자들보다 돈을 더 많이 저축하는 경향이 있기 때문일 것이다.
네 번째는 선진국들이 인프라와 교육, 즉 성장의 기본 요소에 대한 수년간의 불충분한 투자에 대한 대가를 치르고 있다는 것이다.
다섯 번째는 출산율 감소와 수명 증가와 관련이 있으며, 이는 선진국의 인구 통계학적 구조 변화에 영향을 미쳐 저축 증가를 통한 수요와 혁신 활동 감소를 통한 공급 모두에 영향을 미친다.
여섯 번째는 경제 성장이 주로 투자된 에너지 대비 회수 에너지 (EROEI) 또는 에너지 잉여 개념과 관련되어 있다는 것이다. 이는 화석 연료 발견과 함께 역사적으로 전례 없는 높은 수준으로 급증했다. 이는 산업 혁명 이후 인간 소비의 극적인 증가와 많은 관련 기술 발전을 가능하게 했고, 실제로 촉진했다. 이 주장에 따르면, 감소하고 접근하기 점점 어려워지는 화석 연료 매장량은 EROEI의 상당한 감소로 직접 이어지며, 따라서 장기 경제 성장을 억제하고 잠재적으로 역전시켜 장기 침체로 이어진다. EROEI 주장과 연결되는 것은 성장의 한계 학파의 사고방식에서 비롯된 것으로, 환경 및 자원 제약이 전반적으로 인간 소비와 소득의 지속적인 확장에 궁극적인 한계를 부과할 가능성이 높다는 것이다. '성장의 한계' 사고방식은 1972년 초기 출판 이후 수십 년 동안 유행을 벗어났지만, 최근 연구는 인간 발달이 원래 분석의 표준 실행에서 설명된 '초과 및 붕괴' 예측과 여전히 잘 일치하며, 이는 기후변화의 잠재적 영향을 고려하기 전이라는 것을 보여준다.
팀 잭슨의 2018년 CUSP 연구 논문인 탈성장 도전은 낮은 성장률이 사실상 '새로운 정상'일 수 있다고 주장한다.

## 같이 보기
- 바이플레이션
- 경기순환
- 스태그네이션
- 정체 시대
- 성장의 한계
- 생산성
- 성장 없는 번영
- 경기후퇴
- Secular at etymonoline
- 자기실현적 예언
- 선스팟 (경제학)
- 스태그플레이션
- 제로 금리 하한